# Chrysina luteomarginata
Chrysina luteomarginata är en skalbaggsart som beskrevs av Ohaus 1913. Chrysina luteomarginata ingår i släktet Chrysina och familjen Rutelidae. Inga underarter finns listade i Catalogue of Life.